# Kerplunk
Kerplunk! — другий студійний альбом американського панк-рок гурту Green Day. Виданий 7 січня 1992 року лейблом Lookout! Records. Kerplunk! остання робота гурту, яка видана на незалежному музичному лейблі. За перший день після релізу було продано 10 000 копій альбому, що робить його одним з найуспішніших незалежний релізів у історії. На листопад 2006 року було продано 699 001 копій альбому тільки у США. 24 березня 2009 перевидане видання на вініловому диску було релізнуто на Reprise Records. Загальна тривалість композицій становить 42:08. Альбом відносять до напрямку рок, панк-рок.

## Список пісень
Автор музики і слів Біллі Джо Армстронг, крім виділених треків. 
| #     | Назва                             | Тривалість |
| ----- | --------------------------------- | ---------- |
| 1.    | «2000 Light Years Away»           | 2:24       |
| 2.    | «One for the Razorbacks»          | 2:30       |
| 3.    | «Welcome to Paradise»             | 3:30       |
| 4.    | «Christie Road»                   | 3:33       |
| 5.    | «Private Ave»                     | 2:26       |
| 6.    | «Dominated Love Slave» (Tré Cool) | 1:42       |
| 7.    | «One of My Lies»                  | 2:19       |
| 8.    | «80»                              | 3:39       |
| 9.    | «Android»                         | 3:00       |
| 10.   | «No One Knows»                    | 3:39       |
| 11.   | «Who Wrote Holden Caulfield?»     | 2:44       |
| 12.   | «Words I Might Have Ate»          | 2:32       |
| 33:58 |                                   |            |

| Бонус-диск (тільки CD) | Бонус-диск (тільки CD)                                 | Бонус-диск (тільки CD) |
| #                      | Назва                                                  | Тривалість             |
| ---------------------- | ------------------------------------------------------ | ---------------------- |
| 13.                    | «Sweet Children»                                       | 1:41                   |
| 14.                    | «Best Thing in Town» (Біллі Джо Армстронг, Майк Дернт) | 2:03                   |
| 15.                    | «Strangeland»                                          | 2:08                   |
| 16.                    | «My Generation»                                        | 2:19                   |
| 42:09                  |                                                        |                        |